# 市販競技用自動二輪車
市販競技用自動二輪車（しはんきょうぎようじどうにりんしゃ）は、自動二輪車を製造販売する輸送用機器製造会社各社が、一般向けに販売する競技用の車輌を示す。主に搭載される内燃機関は、2サイクルエンジンであるが、近年の環境問題の配慮から、4サイクルエンジンに移行されている。尚、この頁では、工場出荷状態で参戦可能な車輌を扱う為、市販車ベースの車輌を扱わない。この頁は、排気量125cc超の自動二輪車を扱う。

## 概要
- レースのカテゴリーを問わず広い範囲で、プライベーターがレース参戦を可能にした車輌を定義とする。
- 常にレース毎に進化を遂げるワークスモデルと違い、市販を前提としたモデルの為、全般的に戦闘力が低い。

## 株式会社ホンダ・レーシング
- RS125R　水冷2ストローク　単気筒125cc
- NSR500V　水冷2ストローク　V型2気筒500cc
- RS250R　水冷2ストローク　V型2気筒250cc
- RS500R　水冷2ストローク　V型3気筒500cc

## ヤマハ発動機株式会社
- TZ250　水冷2ストローク　直列（V型）2気筒250cc
- TZ350　水冷2ストローク　直列2気筒350cc
- TZ500　水冷2ストローク　直列4気筒500cc
- TZ750　水冷2ストローク　直列4気筒750cc

## スズキ株式会社
- RGB500　水冷2ストローク　スクエア型4気筒500cc

## 川崎重工業株式会社
- H1R　空冷2ストローク　直列3気筒500cc